# Монархія

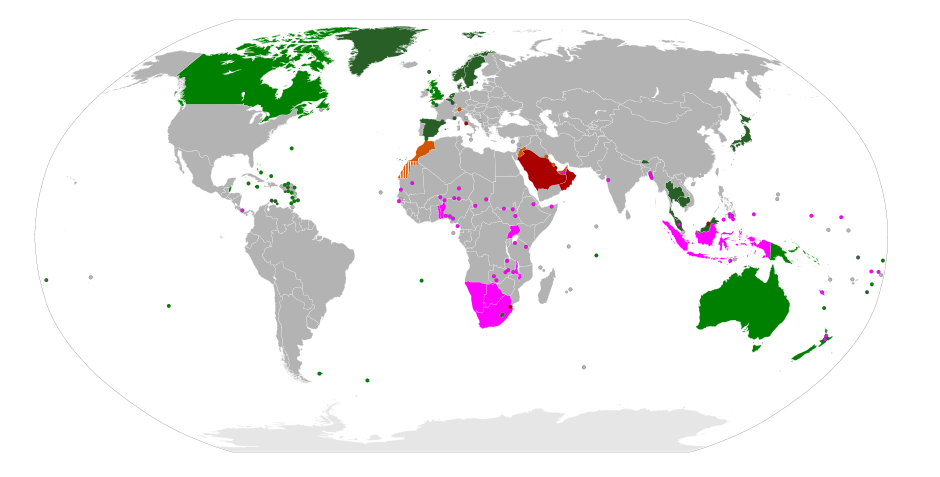
Монархії в сучасному світі:
Конституційні монархії
Домініони Британської співдружності
Конституційні і напів-конституційні дуалістичні монархії
Абсолютні монархії
Монархії в певній частині, під-державі

Мона́рхія — форма державного правління, за якої найвища державна влада повністю (необмежена, абсолютна монархія) або частково (обмежена, конституційна монархія) належить (персоніфікується) одній особі — спадкоємному, або ж виборному монархові. У монархії монарх має титул, вважається наставником вищої сили та є сувереном держави, а народ є підданими. 
Монархів офіційно називають по-різному: імператорами й імператрицями, королями та королевами, царями і царицями, великими князями й великими княгинями, принцами і принцесами, гетьманами тощо. Історично монархії виникали за різних обставин. Монархія могла вирости з племінного союзу, і тоді монархом стає вождь племені чи союзу племен, монархом міг стати полководець або верховний священник якогось із релігійних культів. З часом посада монарха може стати спадковою, і тоді утворюються монархічні династії. Влада в монархії може передаватися й не за спадковим принципом, як це, наприклад, часто траплялося в Римській імперії. Монархічна влада може бути узурпована шляхом насильства внаслідок державного перевороту, як це сталося, наприклад, при переході від Римської республіки до Римської імперії.

## Етимологія
Через посередництво старолатинської мови (monarcha) запозичено з грецької грец. Μοναρχоς утвореного з числівника Μονоς «один, єдиний», пов'язаного з Μāνоς «рідкий» та іменника αρχоς «керівник, вождь», пов'язаного з дієсловом αρχω «починаю, (я) є першим, паную».
- Бейлик, бейство — держава, яку очолює бей.
- Ванство — держава, яку очолює ван.
- Герцогство — держава, яку очолює герцог.
- Емірат, емірство — держава, яку очолює емір.
- Імперія — держава, яку очолює імператор.
- Каганат, каганство — держава, яку очолює каган.
- Князівство — держава, яку очолює князь.
- Королівство — держава, яку очолює король.
- Курфюрство — держава, яку очолює курфюрст.
- Падишахство — держава, яку очолює падишах.
- Раджанат (Rajahnate), раджство — держава, яку очолює раджа.
- Султанат, султанство — держава, яку очолює султан.
- Халіфат, халіфство — держава, яку очолює халіф.
- Ханат, ханство — держава, яку очолює хан.
- Царство — держава, яку очолює цар.
- Шахство — держава, яку очолює шах.
- Гетьманат — держава, яку очолює гетьман.

## Історія
Слово «монархія» походить від грецьких mono (один) і arch (влада) і означає єдиновладдя. Термін «монархія» увів Арістотель.
Історично склалося так, що люди жили окремими групами і потрібно було, щоб хтось ці групи очолював. Так на початку був вождь, який очолював плем'я, потім союз племен. З часом його повноваження зростали, вождь почав державні утворення, з яких поступово складалося уявлення про країну і народ. Отже, склалося поняття монарх, а пізніше й монархія.
Якщо в нації існує сильний всеосяжний ідеал моральності, який усіх і в усьому призводить до готовності добровільного собі підпорядкування, то з'являється монархія, а, отже, і правитель монархії — монарх.
Відповідно до роботи Данте «Монархія», монарх — це ідеальний образ правителя, що має мало спільного з абсолютним монархом національної держави XVII—XVIII ст. Безмежна влада дантівського імператора заснована на праві, моралі, божественній санкції. Цей монарх відмінний від монарха сучасності.
Монархія — одна із найдавніших форм державного правління. Закріплена у праві соціальна нерівність — це джерело монархічної влади впродовж багатьох століть. Соціальна нерівність була підсвідомою, на природному рівні, наприклад: звання, розподіл за майновим становищем тощо. Саме через ці нерівності, суспільство починає поділятися «на тих, хто має право і може, і тих, хто не має права і не може здійснювати верховну владу».
Існували монархії з двома царями на чолі (Спарта), трьома (Скіфське царство), іноді відокремлюють владу двох консулів, як при монархічній формі правління державного устрою. У деяких державах особа, що є монархом, була позбавлена реальної влади настільки, що саме віднесення держави до типу монархії викликає серйозні сумніви (Спарта, Рим періоду царів).
Монархії ділилися на правильні і неправильні, тобто на власну монархію та тиранію, залежно від того, чи прагне монарх до здійснення особистого або загального блага.
Своєрідним видом монархії є Римська імперія, в якій республіканські установи довгий час поєднувалися з вельми сильною владою глави держави, що формально не носив титулу монарха, а покладав на себе лише різні республіканські посади, але в наступний період — принципату, він стає спадковим монархом з необмеженою владою. У феодальну епоху монархічна влада ґрунтується на великому землеволодінні і є досить слабкою. У цей час починає формуватися монархія з виборним монархом на довічний строк.
Пізніше(Новий час) виникають сильні держави, у яких уся необмежена, тобто абсолютна (звідси і назва) влада належить монарху. Їхні правителі поступово знищують рештки станово-представницьких установ.
Ідея абсолютної монархії виникла у праці «Державець» Ніколо Макіавеллі в XVI столітті. Монарх, на думку Макіавеллі, — тиран, який повністю злився зі світом бездушної причинності.
У XIX столітті влада монархів потроху починає обмежуватися, але вже не становим, а загальнонародним представництвом.

## Ознаки монархії
- Главою держави є монарх, тобто в його руках сконцентрована вся державна влада (цар, король, імператор тощо).
- Влада, як правило, передається у спадок і зберігається довічно. Проте існують монархії, в яких монарх обирається шляхом виборів (Малайзія).
- Монарх не несе юридичної відповідальності і конкретно політичної за результати свого правління. За його помилки і за зловживання посадою відповідають державні чиновники

## Монархічні форми правління
В сучасному розумінні монархія — не просто влада одного, але влада успадкована. Ця влада нерідко обожнюється. В Російській імперії вважалося, що джерелом влади є Бог (самодержав'я), а основою влади служать її моральний авторитет у суспільстві і традиція, в силу чого влада спадкова та невіднятна. В Японії Імператор до 1945 року вважався сином богині Сонця — Аматерасу. Нині божественне походження влади монарха мало кого хвилює: з історії відомо, що феодали ставали монархами і здобували трон для себе і своїх нащадків іноді в результаті виборів (зрозуміло, не всенародних), частіше шляхом насильства, зрідка через запрошення, тобто цілком земних процедур. З цього виходить і більшість чинних конституцій монархічних держав.
Так, згідно зі ст. 1 Конституції Японії 1946 року, «Імператор є символом держави і єдності народу, його статус визначається волею народу, якому належить суверенна влада». Символом єдності і постійності держави називає короля ст. 56 Конституції Іспанії 1978 року. Головне, проте, не в тому, як в конституції характеризується монарх. Бельгійська конституція 1831 року, наприклад, взагалі такої характеристики не містить. Головне — в повноваженнях монарха. Залежно від того, які вони, розрізняються різні форми правління.

### Абсолютна монархія
Ця форма правління типова для пізнього феодалізму, коли в глибинах аграрного ладу виникають зачатки індустріального суспільства. Характеризується вона тим, що в руках монарха концентрується вся повнота державної влади. Монарх сам видає закони, може безпосередньо керувати адміністративною діяльністю або призначати для цього уряд, вершить вищий суд. Жодних обмежень його влади немає, принаймні юридично, хоча політичні, морально-етичні, релігійні і інші чинники можуть бути присутні. Піддані юридично безправні, оскільки монарх не наділяв їх якимись правами і не відбирав ці права.
В сучасних умовах абсолютна монархія — надзвичайна рідкість. Як приклад можна згадати Саудівську Аравію, Оман. Такі держави можуть сьогодні мати навіть символічні конституції, проте ці акти не є конституціями в повному розумінні слово, оскільки не обмежують владу монарха. Такою конституцією була, наприклад, Тимчасова конституція Катару 1970 року.
Монархи в Саудівській Аравії і Омані вважаються також вищими духовними особами, що ще більше посилює їхню владу. Проте все ж таки ця влада не безмежна: особлива роль належить правлячій сім'ї, яка на своїй раді вирішує, зокрема, питання престолонаслідування (успадковує не обов'язково син колишнього монарха), може примусити монарха відректися від престолу.
Для абсолютної монархії характерний авторитарний політичний режим, а державний режим іменується абсолютизмом.

#### Теократична монархія
Теократична монархія — це різновид абсолютної монархії, за якої політична влада належить голові церкви або релігійному лідеру. Більшість стародавніх монархій використовували такий принцип, наприклад, фараони у Стародавньому Єгипті були верховними жерцями і проголошувалися нащадками богів. Сучасним прикладом може бути Ватикан.

### Виборна монархія
Докладніше: Виборна монархія
Виборна монархія — тип монархії, коли новий монарх після припинення повноважень попереднього обирається парламентом, членами монаршої родини або іншим спеціальним органом.

#### Дуалістична монархія
Це первинна форма обмеженої, або конституційної, монархії. Тут вже спостерігається розділення влади у зародковій формі або досить розвинуте, принаймні відділення законодавчої влади від виконавчої.
Законодавча влада належить у принципі парламенту, який обирається підданими або певною частиною їх, якщо виборче право цензове. Виконавча влада належить монарху, який може здійснювати її безпосередньо або через призначений ним уряд. Судова влада належить монарху, але може бути більш-менш незалежною.
Проте розділення влад при даній формі правління звичайно урізане. Хоча закони приймаються парламентом, монарх користується правом абсолютного вето, тобто без його згоди закон не набере сили. Крім того, монарх звичайно може видавати надзвичайні укази, що мають силу закону і навіть вищу, а головне, може розпускати парламент, замінюючи фактично дуалістичну монархію абсолютною. Наприклад, в Йорданії після розпуску парламенту в 1974 році чергові парламентські вибори відбулися лише в 1989 році.
Уряд, якщо він є, за свою діяльність несе відповідальність лише перед монархом, але зовсім не перед парламентом. Останній може впливати на уряд тільки використовуючи своє право встановлювати бюджет держави. Важіль цей, хоча і достатньо могутній, може використовуватися лише раз на рік, а крім того, депутати, вступаючи в конфлікт з урядом або через нього — з монархом не можуть не відчувати постійної загрози розпуску парламенту.
Як і для абсолютної монархії, для монархії дуалістичної типовий авторитарний політичний режим. Державний режим може характеризуватися як обмежений дуалізм влади. Дуалістична монархія є зразком компромісу між панівною феодальною верхівкою суспільства та рештою громадян, в якому перевага все ж таки залишається за монархом і його оточенням.

#### Парламентська монархія
Ця форма правління існує звичайно у високорозвинутих державах, де перехід від аграрного ладу до індустріального супроводився переважно не докорінним знищенням колишніх інститутів влади, а поступовим їхнім перетворенням і пристосуванням до нових умов (Велика Британія, Японія, Нідерланди, Бельгія, Швеція, Канада, Австралія тощо.).
Тут спостерігається розвинуте розділення влади при дотриманні принципу верховенства парламенту над виконавчою владою, демократичний або принаймні ліберальний політичний режим.
Верховенство парламенту виражається в тому, що уряд, який звичайно призначається монархом, повинний користуватися довірою парламенту (або його нижньої палати), а монарх вимушений призначати главою уряду лідера партії, що має в парламенті (нижній палаті) більшість місць, або лідера коаліції партій, який має таку більшість. Чим ширша партійна коаліція сформувала уряд, тим цей уряд менш стійкий, бо тим важче досягати згоди між партнерами у складних питаннях. Часом варто якійсь партії відкликати своїх представників із уряду, як він втрачає необхідну більшість у парламенті (нижній палаті) і часто вимушений піти у відставку.
Навпаки, в країнах, де існує двопартійна система (Велика Британія, Канада, Австралія й ін.) або багатопартійна система з однією домінуючою партією (Японія 1955—1993 років) й уряди в принципі однопартійні, парламентарна модель відносин між парламентом і урядом практично перетворюється на свою протилежність. Юридично парламент здійснює контроль за урядом, проте уряд, який складається з лідерів партії і володіє в парламенті більшістю, повністю контролює роботу парламенту. Такий державний режим отримав назву системи кабінету, або міністеріалізму.
Отже, при одній і тій же формі правління — парламентській монархії — можливі два державні режими: парламентаризм і міністеріалізм. Це залежить від існуючої в країні партійної системи.

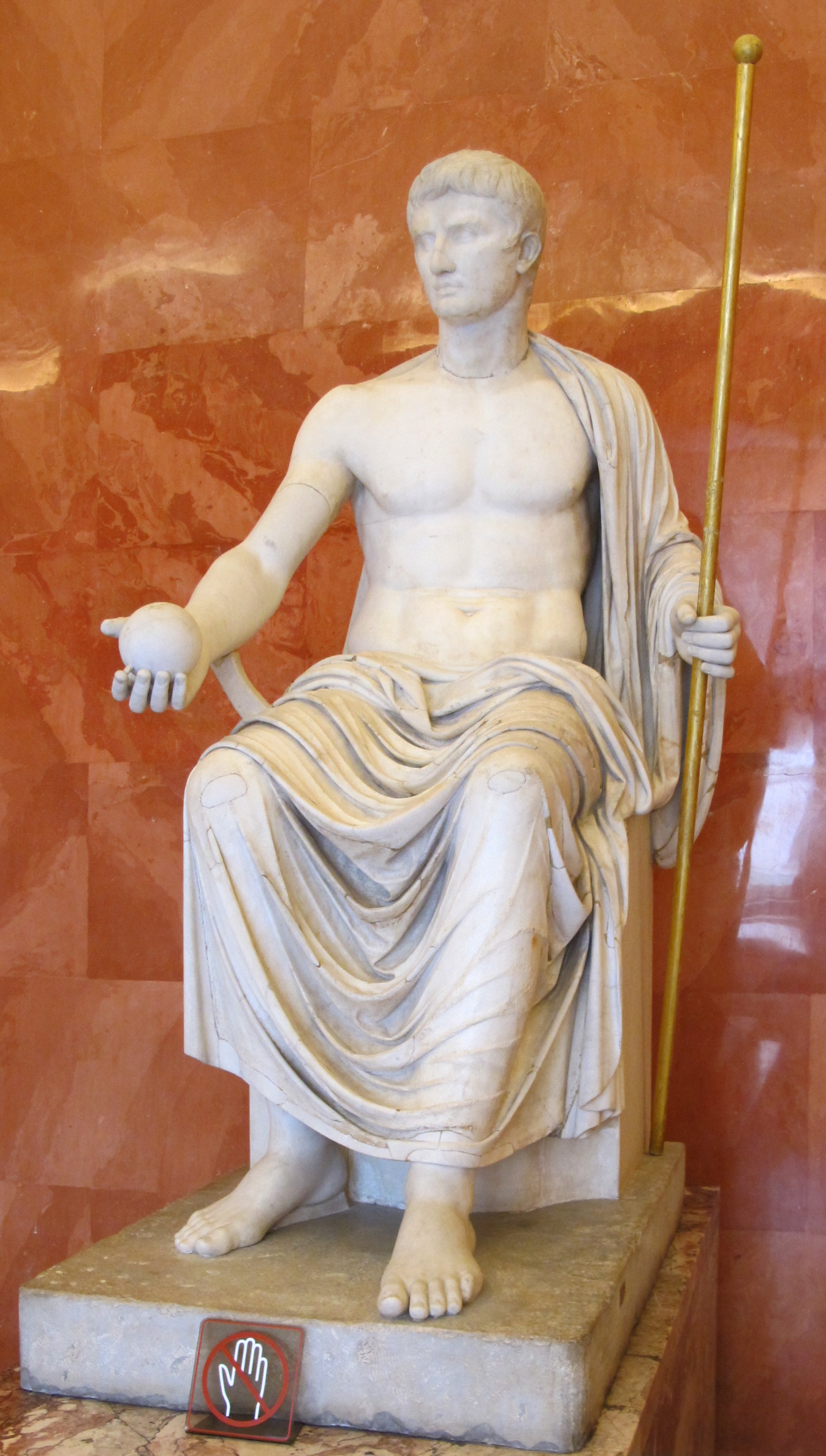
Божественний Август — засновник і перший цар одного з найвідоміших царств в історії людства — царства Римського

У своїй найбільш крайній формі, парламентська монархія не лишає монарху практично ніякої реальної влади. Або ж, як у Британії, ця влада формально є, але на практиці використовується лише за вказівкою міністрів і парламенту. В такій формі монарх виконує символічну роль — він об'єднує націю, і може впливати на суспільну думку, виступаючи за ті чи інші ідеї. У монархів в таких країнах часто є багато церемоніальних ролей. Вони, також, можуть бути офіційними головами церков цих країн. До такої форми правління близькі більшість європейських монархій і Японія.

### Феодальна монархія
Середньовічна форма монархії. Головною особливістю таких держав було розділення всього населення на дві основні групи — феодали і селяни. При цьому, перші були великими землевласниками, мали вплив на політичне життя країни, а другі — підкорялися феодалам, і такого впливу не мали. Економіка таких країн переважно була побудована на сільському господарстві. Впродовж усього середньовіччя, головною тенденцією еволюції цієї форми правління було підвищення влади монарха. У ранньофеодальних монархіях герцоги і намісники, хоча номінально і підкорялися королю, мали дуже велику незалежність від нього. Іноді, як, наприклад, у Східному Франкському королівстві, король обирався великими лендлордами.. Також, ще більше обмежував владу короля принцип «васал мого васала — не мій васал», який спричиняв велику децентрацізацію влади. Останньою великою державою цього типу була Священна Римська імперія, що припинила існування в 1806 році.
Поступово, королі стали обиратися серед членів однієї сім'ї, а пізніше, ця посада взагалі стала передаватися в спадок. Потім влада короля починає розповсюджуватися і на третій стан, і врешті-решт, коли армія починає повністю підкорятись монарху, країна переходить до абсолютизму.

## Царство
Староруське поняття для опису життя суспільства і державного устрою, відоме в слов'янських мовах ще в часи перших перекладів св. Писання у VIII—IX ст. Широко вживалося в документах практично до XVIII, а в деяких випадках і до XX ст.
Царство позначає державний устрій, відомий також як монархія (єдиновладдя) або «самодержавіє» (самодержавство), заснований на владі однієї особи — самодержця або царя. Однак на старій Русі поняття царство мало дещо інший сенс, ніж сучасне поняття монархія. Подібно до випадків, згаданих у легендах Риму і Греції, а також текстах святого Писання, допускалось, що в деяких випадках цар на царство може обиратися.

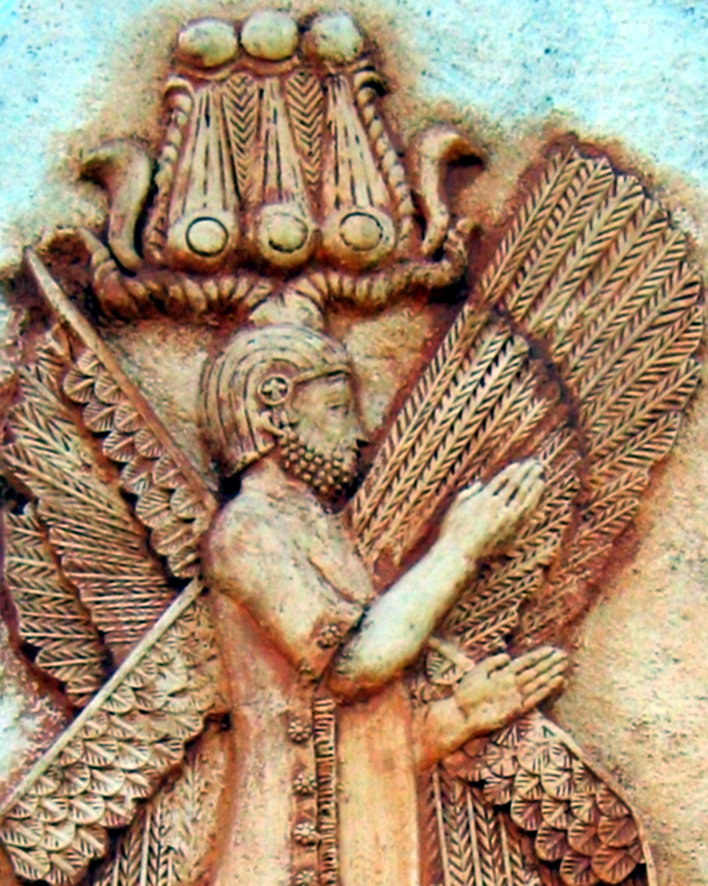
Стела із зображенням царя Кира Великого

На старій Русі відповідно до прийнятих в середньовічному світі уявлень виділяли кілька найважливіших царств за всю історію людства. До них відносили зокрема царство Єгипетське, царство Вавилонське, царство Ізраїльське, царство Римське (Римську імперію), царство Грецьке (Візантійську, Східну Римську імперію) тощо. Київська Русь за поняттями тих часів царством не вважалось.

## Монархія в Україні
- Русь
- Київське князівство
- Чернігівське князівство
- Переяславське князівство
- Галицьке князівство
- Волинське князівство
- Королівство Руське
- Гетьманська Україна
- Королівство Галичини та Володимирії
- Українська Держава